# Fabio Oliveira
Fabio Alex de Oliveira (Guarapuava, 7 de novembro de 1973) é um engenheiro e político brasileiro filiado ao Podemos.

## Biografia
Nascido e crescido em Guarapuava, é formado em engenharia civil na Universidade Estadual de Ponta Grossa e atualmente reside em Curitiba. Foi cofundador do movimento Mude, um movimento apartidário que incentivava o combate á corrupção.[carece de fontes?]
Na esfera pública foi nomeado como diretor de administração e finanças no Paraná Projetos. No setor privado, como formação em engenharia do exército, foi gestor do Hospital Evangélico Mackenzie.
Também é protestante e frequenta a Igreja Batista.

## Carreira política
Nas eleições estaduais de 2022 concorreu a uma cadeira na ALEP, foi eleito deputado estadual, pelo Podemos (PODE), com 34.640 votos.